# 1985年の台風
1985年の台風（1985ねんのたいふう、太平洋北西部で発生した熱帯低気圧）のデータ。台風の発生数は27個であった。

## 月別の台風発生数
| 1月 | 2月 | 3月 | 4月 | 5月 | 6月 | 7月 | 8月 | 9月 | 10月 | 11月 | 12月 | 年間 |
| --- | --- | --- | --- | --- | --- | --- | --- | --- | ---- | ---- | ---- | ---- |
| 2   |     |     |     | 1   | 3   | 1   | 8   | 5   | 4    | 1    | 2    | 27   |

## 「台風」に分類されている熱帯低気圧

### 台風1号（ファビアン）
198501・01W・アトリン
台風としては、1951年に統計が開始されて以来7番目に早い日時の発生となった。
| 順位 | 名称              | 国際名  | 発生日時          |
| ---- | ----------------- | ------- | ----------------- |
| 1    | 平成31年台風第1号 | Pabuk   | 2019年1月1日 15時 |
| 2    | 昭和54年台風第1号 | Alice   | 1979年1月2日 9時  |
| 3    | 昭和30年台風第1号 | Violet  | 1955年1月2日 15時 |
| 4    | 平成30年台風第1号 | Bolaven | 2018年1月3日 9時  |
| 5    | 昭和32年台風第1号 | ‐       | 1957年1月3日 15時 |
| 6    | 平成25年台風第1号 | Sonamu  | 2013年1月3日 21時 |
| 7    | 昭和60年台風第1号 | Fabian  | 1985年1月5日 21時 |
| 8    | 昭和47年台風第1号 | Kit     | 1972年1月6日 9時  |
| 8    | 平成4年台風第1号  | Axel    | 1992年1月6日 9時  |
| 10   | 昭和60年台風第2号 | Elsie   | 1985年1月7日 15時 |

### 台風2号（エルシー）
198502・02W
1951年の統計開始以来最も早い日時に発生した台風2号であり、2号のみならず台風としては統計史上10番目に早い発生となった。
| 順位 | 名称              | 国際名  | 発生日時          |
| ---- | ----------------- | ------- | ----------------- |
| 1    | 平成31年台風第1号 | Pabuk   | 2019年1月1日 15時 |
| 2    | 昭和54年台風第1号 | Alice   | 1979年1月2日 9時  |
| 3    | 昭和30年台風第1号 | Violet  | 1955年1月2日 15時 |
| 4    | 平成30年台風第1号 | Bolaven | 2018年1月3日 9時  |
| 5    | 昭和32年台風第1号 | ‐       | 1957年1月3日 15時 |
| 6    | 平成25年台風第1号 | Sonamu  | 2013年1月3日 21時 |
| 7    | 昭和60年台風第1号 | Fabian  | 1985年1月5日 21時 |
| 8    | 昭和47年台風第1号 | Kit     | 1972年1月6日 9時  |
| 8    | 平成4年台風第1号  | Axel    | 1992年1月6日 9時  |
| 10   | 昭和60年台風第2号 | Elsie   | 1985年1月7日 15時 |

### 台風3号（ゲイ）
198503・03W・ビニン

### 台風4号（04W）
198504

### 台風5号（ハル）
198505・05W・クリン

### 台風6号（イルマ）
198506・06W・ダリン

### 台風7号（ジェフ）
198507・07W・ゴーリン

### 台風8号（キット）
198508・08W

### 台風9号（リー）
198509・09W・フリン

### 台風10号（メイミー）
198510・10W

### 台風11号（ネルソン）
198511・11W・イビアン

### 台風12号（オデッサ）
198512・12W

### 台風13号（パット）
198513・13W・ルミン

### 台風14号（ルビー）
198514・14W

### 台風15号（スキップ）
198515・15W

### 台風16号（テス）
198516・16W・マイリン

### 台風17号（ヴァル）
198517・17W・ナーシン

### 台風18号（ウィノナ）
198518・18W

### 台風19号（アンディ）
198519・19W・オペン

### 台風20号（ブレンダ）
198520・20W・パイニン

### 台風21号（セシル）
198521・21W・ラビン

### 台風22号（ドット）
198522・22W・サリン
| 順位 | 台風               | 国際名  | 年     | 最大風速 (kt) |
| ---- | ------------------ | ------- | ------ | ------------- |
| 1    | 昭和54年台風第20号 | Tip     | 1979年 | 140           |
| 2    | 平成25年台風第30号 | Haiyan  | 2013年 | 125           |
| 2    | 平成22年台風第13号 | Megi    | 2010年 | 125           |
| 2    | 昭和57年台風第10号 | Bess    | 1982年 | 125           |
| 5    | 令和3年台風第2号   | Surigae | 2021年 | 120           |
| 5    | 令和2年台風第19号  | Goni    | 2020年 | 120           |
| 5    | 平成28年台風第14号 | Meranti | 2016年 | 120           |
| 5    | 平成3年台風第28号  | Yuri    | 1991年 | 120           |
| 5    | 平成2年台風第19号  | Flo     | 1990年 | 120           |
| 5    | 昭和61年台風第3号  | Lola    | 1986年 | 120           |
| 5    | 昭和60年台風第22号 | Dot     | 1985年 | 120           |
| 5    | 昭和59年台風第22号 | Vanessa | 1984年 | 120           |
| 5    | 昭和58年台風第5号  | Abby    | 1983年 | 120           |
| 5    | 昭和57年台風第21号 | Mac     | 1982年 | 120           |
| 5    | 昭和56年台風第22号 | Elsie   | 1981年 | 120           |
| 5    | 昭和55年台風第19号 | Wynne   | 1980年 | 120           |
| 5    | 昭和53年台風第26号 | Rita    | 1978年 | 120           |

### 台風23号（エリス）
198523・23W

### 台風24号（フェイ）
198524・24W・テイシン

### 台風25号（ゴードン）
198525・25W

### 台風26号（ホープ）
198526・26W・アンシン

### 台風27号（アーヴィング）
198527・27W